# Boulevard Jourdan
Boulevard Jourdan je bulvár ve 14. obvodu v Paříži. Je součástí tzv. Maršálských bulvárů. Bulvár nese jméno Jeana Baptisty Jourdana (1762–1813), maršála Francie.

## Historie
V letech 1840–1845 byly postaveny kolem Paříže nové hradby. Dnešní bulvár vznikl na místě bývalé vojenské cesty (Rue Militaire), která vedla po vnitřní straně městských hradeb. Tato silnice byla armádou převedena městu Paříži na základě rozhodnutí z 28. července 1859.
V roce 2006 byla na bulváru zprovozněna tramvajová linka T3.